# 濠南别业西楼
濠南别业西楼又名葫外楼，位于中国江苏省南通市崇川区濠河南侧、启秀路3号。
主楼为三层砖木结构建筑，采用西式风格，并有附属平房约40间。该建筑位于张謇住所濠南别业西侧，用于其孙辈居住，1957年由张氏后人赠予南通市政府，并由政府租于南通市图书馆使用，今为图书馆行政办公楼。